# SM U 10 (Rakousko-Uhersko)
SM U 10, celým jménem Seiner Majestät Unterseeboot 10, byla ponorka třídy UB I německého (jako SM UB 1) a později rakousko-uherského námořnictva účastnící se bojů první světové války. Jednalo se o poslední rakousko-uherskou ponorku potopenou za této války.

## Konstrukce
Ponorka byla vybudována společností Germaniawerft v Kielu. Stavba začala 7. února 1915.

## Služba
Původně sloužila v německém císařském námořnictvu, než byla odprodána Rakousku-Uhersku kvůli posílení jeho ponorkového loďstva. V květnu 1915 byla proto v Kielu vyzvednuta z vody, rozebrána a spolu s SM UB 15 (která sloužila u rakousko-uherského námořnictva pod jménem U 11) poslána po železnici ve třech dílech do Rakouska-Uherska, kde byla opět smontována a zařazena do služby pod jménem SM U 10. Již brzy zaznamenala pod novou vlajkou svůj první úspěch. Dne 26. června potopila U 10, ještě s německou posádkou, u Benátek italskou torpédovku 5 PN. Na počátku roku 1916 sloužila U 10 jako cvičné plavidlo k výcviku nových ponorkových posádek.
Dne 9. července 1918 najela ponorka 5 mil jihojihovýchodně od Caorle na minu, která narušila plášť ponorky a netěsnostmi dovnitř začala pronikat voda. Ponorka nejprve klesla na dno do hloubky 19 metrů, po vypuštění balastních nádrži vystoupala zase na hladinu. Toxické výpary z vodou poškozených baterií však donutily posádku k výstupu na palubu lodi. Neovladatelná ponorka vplula na mělčinu, kde uvízla. Nedošlo ke ztrátám na životech. Torpédovka TB 74T se následně neúspěšně pokusila U 10 odtáhnout do Terstu. Ponorka byla nakonec 25. či 26. července odtažena do Terstu, kde se začalo s opravami. Do konce války již do aktivní služby nevstoupila.

## Velitelé
neúplné
- poručík Wäger (~ červen 1915)
- poručík Johann von Ulmansky de Vracsevgaj (~ červen 1918)